# Верхня Верея
Верхня Верея (рос. Верхняя Верея) — село в Виксинському міському окрузі Нижньогородської області Російської Федерації.
Населення становить 619 осіб. Входить до складу муніципального утворення Міський округ місто Викса.

## Історія
Раніше населений пункт належав до ліквідованого 2011 року Виксинського району. До 2011 року входило до складу муніципального утворення Робітниче селище Віля.

## Населення
| 1859 | 1897 | 1905 | 1999 | 2002 | 2010 |
| ---- | ---- | ---- | ---- | ---- | ---- |
| 276  | ↗706 | ↗875 | ↗930 | ↘695 | ↘619 |